# Cyphalonotus
Cyphalonotus là một chi nhện trong họ Araneidae.